# うさ銀太郎
兎宮 卯紗（うさみや うさ、12月4日 - ）は、日本の漫画家。鹿児島県出身。女性。
旧ペンネームは大沢 美月（おおさわ みつき）、うさ 銀太郎（うさ ぎんたろう）。また、過去に一部の成人向け作品で二ノ宮 ギンタ（にのみや ギンタ）名義も使用していたが、現在はペンネームを統一している。

## 人物
1995年に白泉社アテナ新人大賞で佳作を受賞し『LaLa DX』1996年3月10日号掲載の受賞作「星の光るところ」でデビュー。同年夏より描き下ろしで執筆したコンピュータゲームの漫画化作品「ファイアーエムブレム 聖戦の系譜」（スコラ、後にメディアファクトリー）は途中、出版社の倒産による中断に見舞われながらも足かけ5年で全21冊分を描き上げ、2001年に完結した。
その後も大沢美月名義で読み切りや企画単行本、コンピュータゲームのアンソロジーを中心に活動していたが、2007年より「うさ銀太郎（うさ ぎんたろう）」に改名している。
2020年1月1日より、ペンネームを「うさ銀太郎」から「兎宮 卯紗（うさみや うさ）」に変更した。

## 作品リスト
単行本の多くがメディアファクトリーおよび竹書房、エンターブレインより刊行されている。

### 大沢美月名義
- ファイアーエムブレム 聖戦の系譜（MFコミックス・全16巻、MF文庫・全11巻、スコラ社刊11巻（MFコミックス1 - 6巻分に相当））
- 画集・ファイアーエムブレム 聖戦の系譜-月下吟遊-（メディアファクトリー）
- Janne Da Arc物語・Another Story（メディアファクトリー）
- はじめてのまんが同人誌 おこづかいでできる!（メディアファクトリー）
- 大沢美月作品集 クイーンソウル（竹書房・全1巻。「クイーンソウル」「ここねこ」「薔薇螺子魔術」「賢者の恋人」収録）

### うさ銀太郎名義
- あいずラブユー（原作：森永ひとみ。講談社・MiChao!連載。全1巻（電子書籍））
- 恐怖の砂糖ちゃん〜呪いのミルフィーユの巻〜（メディエイション・E☆2Vol.24・Vol.25掲載）
- 黒脚-kuroashi-黒タイツ・黒ストッキング娘アンソロジー（エンターブレイン。「黒足プリンセス☆マジカルまほか」担当）
- すくみず☆だいばくはつ スクール水着だらけの漫画大会inマジキューコミックス（エンターブレイン。「スク水天使のうた」担当）
- もじょまんが。-喪女を愛でる本-（エンターブレイン。「喪嬢さまとお呼びなさい！」担当）
- もしかして：はいてない？（エンターブレイン。「凶からコイビト！」担当）
- 歴史美女アンソロジー・浅井三姉妹編（エンターブレイン。次女・初（常高院）のエピソード担当）
- お兄ちゃんなんか大嫌い!!（コアマガジン・漫画ばんがいち2011年5月号掲載）
- Androidスマートフォン解説コミック アンドロイ娘!（マックス。「りんくす子」のデザインと、第2話担当）
- 絶愛†皇帝 〜ドレイ姫に悪魔のキス〜（BookLive KATTS-L連載。ジーウォーク・全6巻（紙書籍））
- もふもふファミリー（芳文社・まんがタイムファミリー連載）
- エロティック×オフィス（リブレ・乙蜜マンゴスチンVOL.1掲載）
- エロティック×レッスン（リブレ・乙蜜マンゴスチンVOL.2掲載）
- 愛を乞うより、獣の罰にひざまずけ（BookLive KATTS・極上ハニラブ連載。分冊13巻（電子書籍））
- ダーリンは魔法少女!?（小学館・結婚レシピvol.18・vol.25 掲載。短話2話（電子書籍））
- 嘘愛サディスティック～罪の数だけ…イけ!（BookLive KATTS・極上ハニラブ連載。分冊27巻（電子書籍））

### 二ノ宮ギンタ名義
- LIVING DEAD（竹書房・全1巻）
- REDRUM-魔女の生け贄-（竹書房・携帯コミック）

### 兎宮卯紗名義
- 天使と奏でる恋愛神話（小学館・メルト連載。分冊24巻（電子書籍））
- 我が寵愛に溺れよ 異世界でエルフになりましたが皇帝陛下の甘やかしHが止まりません！（KADOKAWA・PommeComics+連載）

## イラストレーション
全てうさ銀太郎名義。
- CD ツンデレカルタ（一部）
- CD ツンデレ百人一首（一部）
- CD ツンデレカルタ2008（一部）
- 拘束少女絵巻（一部）
- 小説 プレイボーイお断り!（著：ひらび久美。表紙。電子書籍）
- 小説 侯爵様と私の攻防（著：富樫聖夜。表紙・挿絵）
- 小説 償いの調べ（著：冨樫聖夜。表紙・挿絵）
- 小説 完全飼育★ダイヤモンド（著：日野光里。表紙。電子書籍）
- 小説 真白き雪の降るごとく（著：天ヶ森雀。表紙。電子書籍）
- 小説 秘密の取引（著：冨樫聖夜。表紙・挿絵）
- 小説 荊の冠 シリーズ（著：大村瑛理香。表紙。全2巻（共に電子書籍））
- 小説 人魚姫異聞（著：天ヶ森雀。表紙。電子書籍）
- 小説 いいなりの時間（著：かのこ。表紙）
- 小説 野獣騎士の暴走求愛（18禁的な意味で）からの逃げ方 シリーズ（著：イナテ。表紙・口絵・挿絵。全2巻）
- 小説 狂皇子の愛玩花嫁～兄妹の薔薇館～（著：月森あいら。表紙・挿絵）
- 小説 年下王子に甘い服従 Tokyo王子（著：御堂志生。表紙・挿絵）
- 小説 初恋マリアージュ～忘れじの想いと約束の騎士～（著：芹名りせ。表紙・挿絵）
- 小説 絲めぐりのこゆび姫（著：天ヶ森雀。表紙。電子書籍）
- 小説 魔王の娘と白鳥の王子（著：天ヶ森雀。表紙。電子書籍）
  - 【紙書籍版】魔王の娘と白鳥の騎士 罠にかけるつもりが食べられちゃいました（表紙・口絵・挿絵）
- 小説 公爵さまの捕虜にされました～令嬢騎士は溺愛困惑中～（著：岡野こみか。表紙・挿絵）
- 小説 気高き花嫁は白銀王の腕で愛欲に震える（著：天ヶ森雀。表紙・口絵・挿絵）